# Кривицкий, Павел Эдвардович
Па́вел Э́двардович Криви́цкий (бел. Павал Эдуардавіч Крывіцкі; род. 17 апреля 1984, Гродно) — белорусский легкоатлет, специалист по метанию молота. Выступал за сборную Белоруссии по лёгкой атлетике в 2003—2015 годах, чемпион Европы среди молодёжи, победитель и призёр первенств национального значения, участник летних Олимпийских игр в Лондоне. Мастер спорта Республики Беларусь международного класса.

## Биография
Павел Кривицкий родился 17 апреля 1984 года в городе Гродно Белорусской ССР.
Впервые заявил о себе в метании молота на международном уровне в сезоне 2003 года, когда вошёл в состав белорусской национальной сборной и выступил на юниорском европейском первенстве в Тампере.
В 2005 году с результатом 73,72 метра одержал победу на молодёжном европейском первенстве в Эрфурте.
В мировых рейтингах 2006 и 2007 годов занимал 15-е (78,62) и 14-е (78,61) места соответственно.
В 2009 году выиграл бронзовую медаль в Первой лиге командного чемпионата Европы в Бергене (77,21), занял восьмое место на чемпионате мира в Берлине (76,00). С результатом 79,48 метра, показанном на соревнованиях в Минске, закрыл десятку сильнейших мирового сезона.
В 2010 году победил в Суперлиге командного чемпионата Европы в Бергене (77,79), отметился выступлением на чемпионате Европы в Барселоне (72,68). Помимо этого, на турнире в Бресте показал результат 80,44 метра, став третьим в мировом рейтинге метателей молота.
В августе 2011 года на соревнованиях в Минске установил свой личный рекорд в метании молота — 80,67 метра (четвёртый результат мирового сезона). Также стал четвёртым в Суперлиге командного чемпионата Европы в Стокгольме (76,93) и пятым на чемпионате мира в Тэгу (78,53).
В 2012 году был девятым на чемпионате Европы в Хельсинки (73,67). Выполнив олимпийский квалификационный норматив (78,00), благополучно прошёл отбор на летние Олимпийские игры в Лондоне — в программе метания молота показал результат 71,49 метра, чего оказалось недостаточно для преодоления предварительного квалификационного этапа.
После лондонской Олимпиады Кривицкий остался действующим спортсменом и продолжил принимать участие в крупнейших международных стартах. Так, в 2013 году он выиграл серебряную медаль на Кубке Европы по зимним метаниям в Кастельоне (75,89), выступил на чемпионате мира в Москве (74,45).
В 2014 году взял бронзу на чемпионате Белоруссии в Гродно (75,18), занял четвёртое место на чемпионате Европы в Цюрихе (78,50).
В 2015 году Кривицкого уличили в использовании запрещённых веществ и дисквалифицировали сроком на четыре года. Его проба показала наличие гормона роста, кроме того, перепроверка его старой допинг-пробы, взятой в 2012 году, выявила анаболические стероиды туринабол и станозолол. В итоге все результаты спортсмена, показанные с 17 июля 2012 года по 16 июля 2014 года и с 11 мая 2015 года были аннулированы.
По окончании срока дисквалификации в июне 2019 года Павел Кривицкий возобновил спортивную карьеру, но дальше 70 метров уже не метал.